# Vår Fru av Guadalupe
Vår Fru av Guadalupe (spanska Nuestra Señora de Guadalupe eller Virgen de Guadalupe) är en mexikansk ikon som föreställer en uppenbarelse av jungfru Maria, som enligt Juan Diego Cuauhtlatoatzin inträffade på kullen Tepeyac, nära La Villa de Guadalupe utanför Mexico City. Uppenbarelsen visade sig från den 9 december till den 12 december 1531. Händelsen och ikonen är upptagen med en festdag i den Romersk-katolska kyrkan kalendarium, och firas den 12 december.

## Tepeyac
Det var på Tepeyac, vilken i dag ingår i stadsdelen Gustavo A. Madero, som Juan Diego Cuauhtlatoatzin enligt katolsk tradition såg den uppenbarelse av Jungfru Maria som kallas Vår Fru av Guadalupe Strax söder om Tepeyac byggdes Guadalupebasilikan vilken numera är en av den katolska kristenhetens mest besökta heliga platser.

## Uppenbarelse

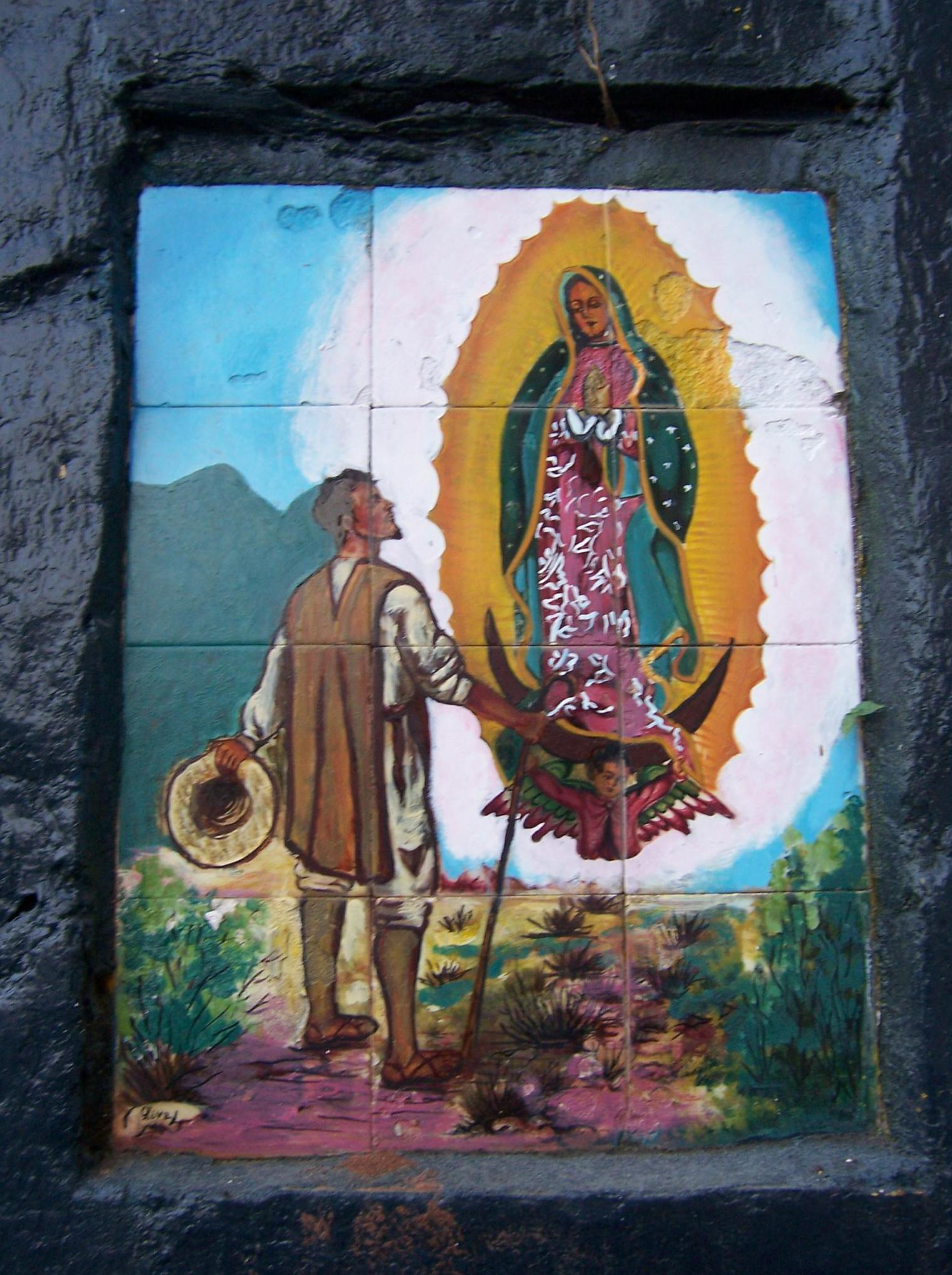
Vår Fru av Guadalupe uppenbarar sig för Sankt Juan Diego.

Den angivna uppenbarelsen ägde rum 1531, när Juan Diego Cuauhtlatoatzin på en promenad hem en tidig morgon fick syn på en flicka i omkring femton eller sexton års ålder. Flickan talade på ett indianspråk, och bad honom att uppföra en kyrka till hennes ära. Juan Diego Cuauhtlatoatzin gick med flickans begäran till sin biskop, Juan de Zumárraga, som krävde ett mirakel som bevis för att uppenbarelsen var äkta. Flickan svarade med att säga åt Juan Diego Cuauhtlatoatzin att bära blommor till Tepeyacbergets topp. Eftersom det var vinter borde det inte ha funnits några blommor, men Juan Diego Cuauhtlatoatzin hittade rosor vilka han förde upp på berget. Flickan arrangerade rosorna på hans tilmàtli, ett mexikanskt klädesplagg. När han visade sin tilmàtli för biskopen, framträdde där plötsligt, menar de troende, en bild av Vår Fru av Guadalupe.

## Kult
Vår Fru av Guadalupe är en framträdande kult inom katolicismen, och den basilika som uppförts till den, Guadalupebasilikan, är en av katolicismens mest besökta heliga platser, dit pilgrimer har vallfärdat sedan 1531. Vår Fru av Guadelupe, vilket är ett namn eller en aspekt av jungfru Maria, betraktas av troende som Amerikas kejsarinna, och har i synnerhet fått en bestående betydelse som symbol och skyddshelgon för Mexiko. Vår Fru av Guadalupe proklamerades 1999 officiellt som "de Amerikanska kontinenternas beskyddare, kejsarinna av Latinamerika och de Ofödda barnens försvarare".

## Mexikansk symbol

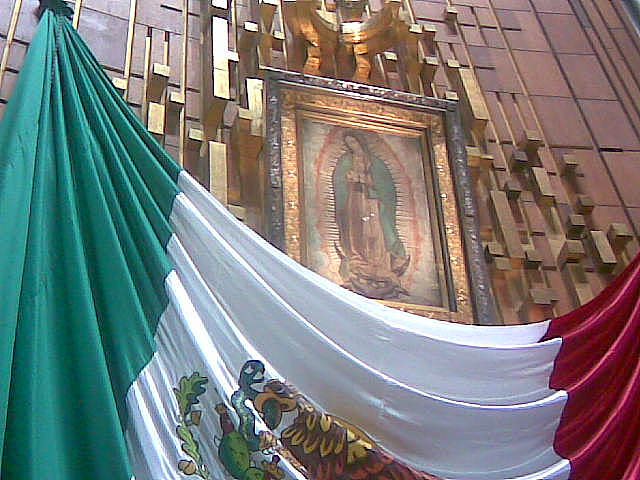
Altaret i den nya Guadalupebasilikan är draperat med Mexikos flagga.

Idag är Vår Fru av Guadalupe en mexikansk nationell institution. Hon betraktas som den första
mestisen eller den första mexikanskan. Hon omnämns därför också som Virgen Morenita. Mexikos förste president ändrade sitt namn till Guadalupe Victoria som en hyllning till henne. Fader Miguel Hidalgo (1810) och Emiliano Zapata, hundra år senare, ledde sina respektive arméer under fanor med hennes ikon. Även zapatisterna har åberopat henne under namnet Guadalupe Tepeyac. 

## Guadalupe

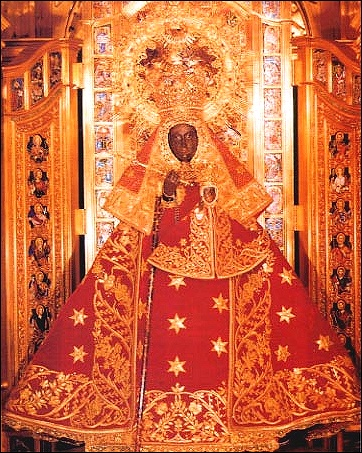
Vår Fru av Guadalupe i Extremadura.

Den mexikanska Vår Fru av Guadalupe har fått sitt namn efter Vår Fru av Guadalupe i Extremadura, en ikon som enligt traditionen skall ha gjorts av Sankt Lukas Evangelisten och som återupptäcktes på 1300-talet när Maria uppenbarade sig för en enkel herde och sa åt honom att gräva på platsen. Ikonen hjälpte sedan mirakulöst de kristna att återerövra Spanien från morerna. Många av conquistadorerna kom från Extremadura, bland annat Hernán Cortés. En av de mest remarkabla kännetecknen för den spanska Guadalupanan är att hon är mörk, som indianerna, och därför en lämplig ikon för de missionärer som följde Cortés. Enligt traditionen var det Guds Moder själv som valde namnet Guadalupe när hon uppenbarade sig för Juan Diego.